# 亚历山大·默里 (地质学家)
亚历山大·默里（英語：Alexander Murray，1810年6月2日—1884年12月18日）是一位苏格兰地质学家，知名于在加拿大地質調查局任职期间对纽芬兰岛的地质学研究。